# ウィニペグ・ゴールドアイズ
ウィニペグ・ゴールドアイズ（Winnipeg Goldeyes）は、プロ野球独立リーグのアメリカン・アソシエーション（北地区）に所属するプロ野球チーム。本拠地はカナダマニトバ州ウィニペグ。

## 歴史
1993年にロチェスター・エイセス（Rochester Aces）として創設され、同年から設立した独立リーグのノーザンリーグに加盟した。
1994年、本拠地が変更され、チーム名も現在のものに変更。同年、リーグ優勝を果たす。
2011年から、ノーザンリーグの解散に伴い、アメリカン・アソシエーションに移籍した。

## 所属選手
- ロドニー・ペドラザ (1997、元福岡ダイエーホークス、読売ジャイアンツ)
- スコット・ライディ(1998、元福岡ダイエーホークス)
- ドゥエイン・ホージー (1999、元ヤクルトスワローズ)
- ウェス・チェンバレン (2000、2004、元千葉ロッテマリーンズ)
- ルイス・オルティス (2001、元ヤクルトスワローズ)
- ケニー・レイボーン (2002、元広島東洋カープ)
- ジョージ・シェリル (2002 - 2003、元シアトル・マリナーズ)
- 西山道隆 (2004、元福岡ソフトバンクホークス)
- ジミー・ハースト (2006 - 2007、元広島東洋カープ)
- クリス・レイサム (2007、元読売ジャイアンツ)
- ブランドン・キンツラー (2007 - 2008、フィラデルフィア・フィリーズ)
- クリスチャン・メンドーサ (2008、第3回WBC予選コロンビア代表)
- バーバロ・カニザレス (2012、元福岡ソフトバンクホークス)
- ユレンデル・デキャスター (2012、WBCオランダ代表)
- J.C.スルバラン (2018、WBCオランダ代表)
- サムエル・アダメス (2023 - 、元読売ジャイアンツ)